# Deokothar
Deorkothar ou Deur Kothar (em devanágari: देउर कोठार)  é um lugar de importância arqueológica no estado de Madia Pradexe, Índia. É conhecido pelas suas estupas budistas e foi descoberto em 1982.

## Localização
Situa-se 5 km noroeste da vila de Katra, no distrito de Rewa, a uma distância de 65 km de Rewa. A estupa de Deur Kothar pode ter sido estabelecida pelo rei máuria Asoka no terceiro século a.C. Situada entre locais budistas famosos como Sanchi, Sagar, Kaushambi e Sarnate, Deur Kothar era visitada frequentemente por monges budistas.

## A descoberta e as escavações
Deorkothar foi descoberto em 1982. Foi declarado um monumento de importância nacional em 1988 pelo governo da Índia e está sendo preservado e conservado pelo Archaeological Survey of India, Bhopal.
Percebendo a importância desse local, o Archaeological Survey of India decidiu fazer escavações extensas, mas controladas, no sítio. As escavações foram começadas no sítio em 1999 e continuaram até 2000. O sítio é marcado por quatro estupas dos quais as estupas no. 1 e 2 foram submetidas a escavações arqueológicas. Existem resquícios de 40 estupas feitas de pedras ou tijolos. Na área em volta existem pedras com pinturas antigas. Algumas das pedras possuem inscrições em brami.

## Inscrição de Deorkothar
A escavação também recuperou pedaços de um pilar com uma inscrição de seis linhas em brami, precursor aos alfabetos indianos modernos.
A inscrição de seis linhas em brami no pilar de Deorkothar é dada abaixo no alfabeto devanágari:
भ ग व तो बु ध
उ त र मि त्रो उ त र मि त्र स अ
भ ड्‍ भ ड्‍ स आ ते वा सि ना दि नु
उ पा स क स आ ते वा सि स व ज य स व
ध म द वे न के क डी के न ब स ति ये
उ स पि तो भं भो आ आ च रि ये न क सि
"A inscrição abre com o Buda, como a primeira linha da inscrição claramente sugere. O ponto principal é a construção do pilar de pedras por Upasaka e os seus discípulos, em memória de Buda, o iluminado.".
A inscrição fala sobre um acharya chamado Dharmdev, e os seus três discípulos: Uttarmitra, Bhadra e Upasaka, que costumava viver no monastério. Eles instalaram esse pilar, dedicando-o ao Buda.

## Centro de comércio ativo
A descoberta de pedaços de brinquedos de terracota, rosários e moedas indica que o sítio foi um antigo centro de comércio.
Curiosamente, a tradição antiga de tecnologia de cal percebida em alguns sítios harapanos e pós-harapanos além de Kausambi está sendo observada em Deorkothar. As escavações deram muito a perceber quanto à arte e à excelência tecnológica de Deorkothar.

## Sujeito a destruição
O texto budista antigo Divyadanam fala da morte e destruição trazidas por Pusiamitra Sunga, que reinou nos primeiros 25 anos do século ii a.C., numa tentativa de glorificar o hinduísmo. Durante o seu reinado, monumentos budistas foram injustificadamente destruídos.